# Čavlin
Čavlin je nenaseljeni otočić u hrvatskom dijelu Jadranskog mora.
Njegova površina iznosi 0,102 km². Dužina obalne crte iznosi 1,25 km.